# Domjevin
Domjevin ist eine französische Gemeinde mit 264 Einwohnern (Stand 1. Januar 2022) im Département Meurthe-et-Moselle in der Region Grand Est (vor 2016 Lothringen). Sie gehört zum Arrondissement Lunéville und zum Kanton Baccarat. Die Bewohner nennen sich Domjevinois(es).

## Geografie

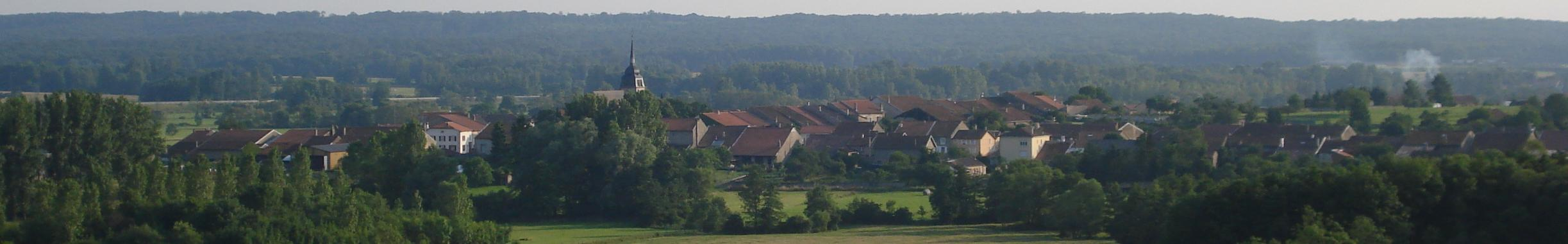
Panorama von Domjevin

Die Gemeinde liegt etwa 40 Kilometer ostsüdöstlich von Nancy im Südosten des Départements Meurthe-et-Moselle am Fluss Vezouze. Nachbargemeinden sind Vého im Norden, Reillon im Nordosten, Blémerey im Osten, Fréménil im Südosten, Bénaménil im Südwesten sowie Manonviller im Nordwesten. Die Gemeinde besteht aus dem Ort Domjevin sowie wenigen Gehöften.

## Geschichte
Der Ort wurde 1124 indirekt (Rainerus de Domno Juvino) unter dem lateinischen Namen Domno Juvino erstmals in einem Dokument erwähnt. Die französische Form tauchte als Domjuvin erstmals 1189 auf. Im 13. Jahrhundert bestand eine später aufgelöste Klostergemeinschaft der Templer. Im Jahr 1308 zerstörten Angreifer aus Metz die Orte Domjevin und Frisonviller (auf dem heutigen Gemeindegebiet) vollständig. Frisonviller wurde nicht mehr neu aufgebaut. Domjevin unterstellte sich 1329 dem Herzogtum Lothringen. Es gehörte danach zur Vogtei Lunéville und fiel mit dieser 1766 an Frankreich. Zwischen 1584 und 1630 wurden 16 Bewohner der Gemeinde wegen Hexerei hingerichtet. Der Dreißigjährige Krieg und die Pest rafften mit Ausnahme von 30 Personen alle Bewohner dahin. Bis zur Französischen Revolution lag die Gemeinde dann im Grand-gouvernement de Lorraine-et-Barrois. In den beiden Weltkriegen kam es zu Zerstörungen. Allein im Zweiten Weltkrieg gingen 30.000 Granaten auf die Ortschaft nieder. Von 1793 bis 1801 war die Gemeinde dem Distrikt Lunéville zugeteilt. Von 1793 bis 1801 war sie Teil des Kantons La Neuveville aux Bois. Von 1801 bis 2015 war die Gemeinde in den Kanton Blâmont eingegliedert. Seit 1801 ist sie dem Arrondissement Lunéville zugeordnet. Die Gemeinde lag bis 1871 im alten Département Meurthe.

## Bevölkerungsentwicklung
| Jahr                       | 1962 | 1968 | 1975 | 1982 | 1990 | 1999 | 2007 | 2019 |
| Einwohner                  | 296  | 257  | 237  | 228  | 230  | 267  | 240  | 258  |
| Quellen: Cassini und INSEE |      |      |      |      |      |      |      |      |

## Verkehr
Domjevin liegt südlich der Bahnstrecke von Paris nach Straßburg und hat keine eigene Haltestelle. Die nächstgelegenen Haltestellen befinden sich in Marainviller und Emberménil. Durch die Gemeinde führt die N4 mit dem nächstgelegenen Anschluss in Bénaménil. Für den regionalen Verkehr sind die D19 und die D163 wichtig, die durch das Dorf führen.

## Sehenswürdigkeiten
- Dorfkirche Saint-Juvin
- zahlreiche sehenswerte Türportale aus dem 18. und 19. Jahrhundert
- Kapelle Notre-Dame de la Bonne Fontaine (Neubau nach dem Zweiten Weltkrieg)
- mehrere Wegkreuze (darunter Croix blanche und Croix du centre)
- Denkmäler für die Gefallenen[2][3]
- Überreste des Militärspitals

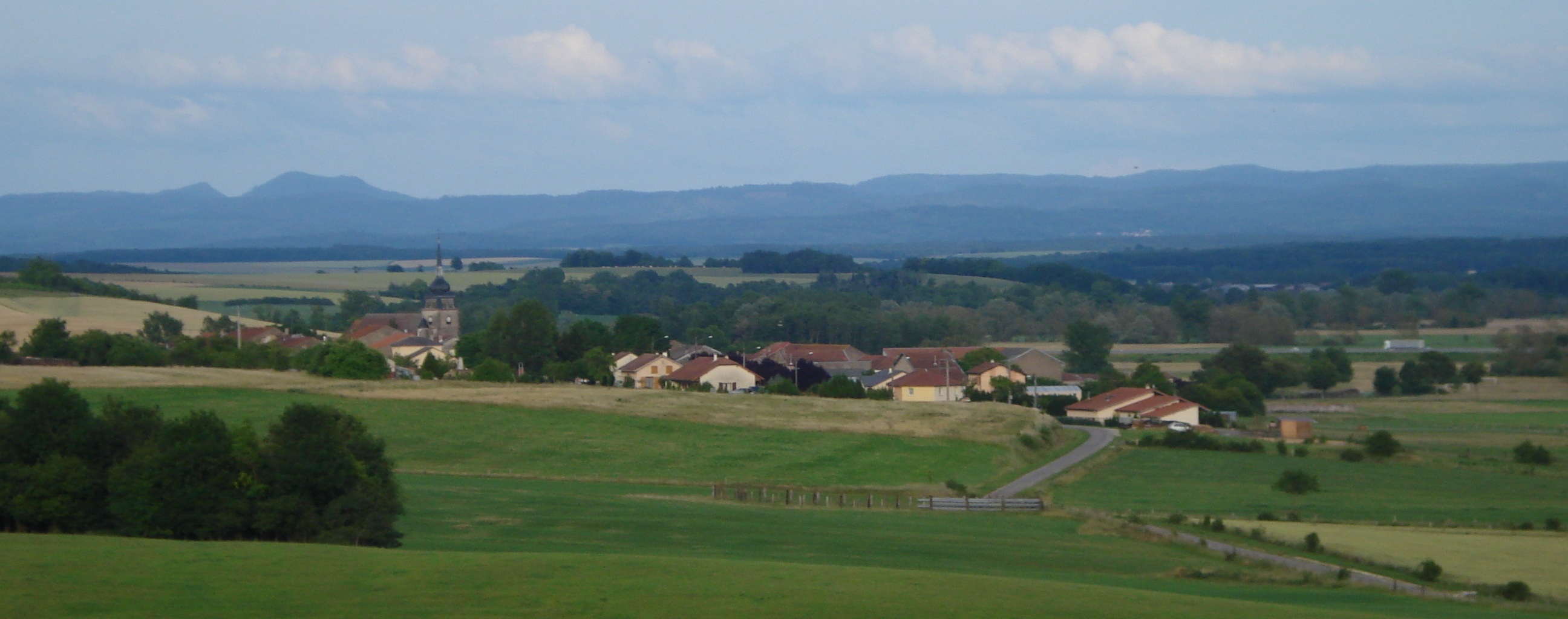
Blick auf die Gemeinde und ihre Umgebung
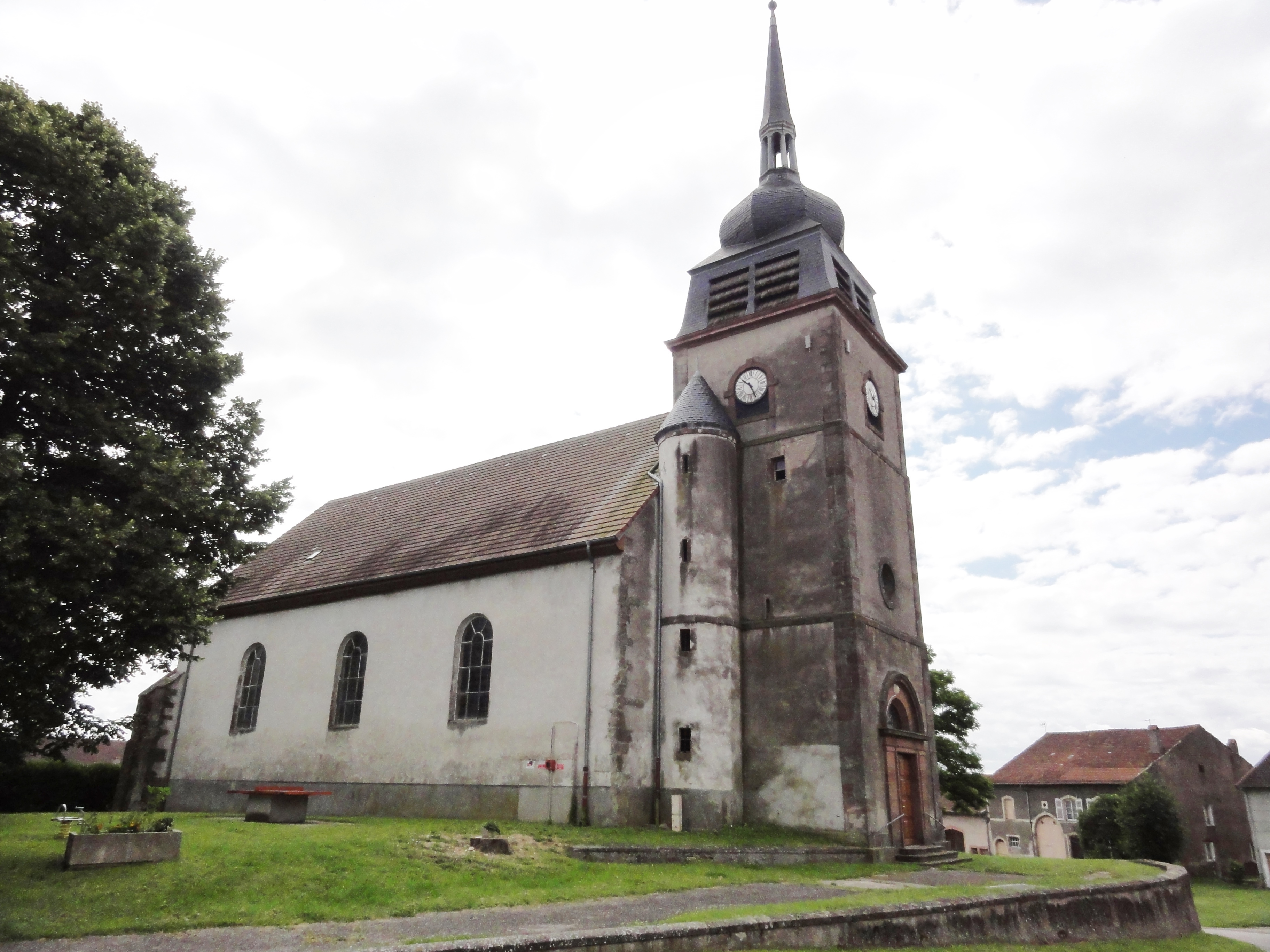
Dorfkirche Saint-Juvin
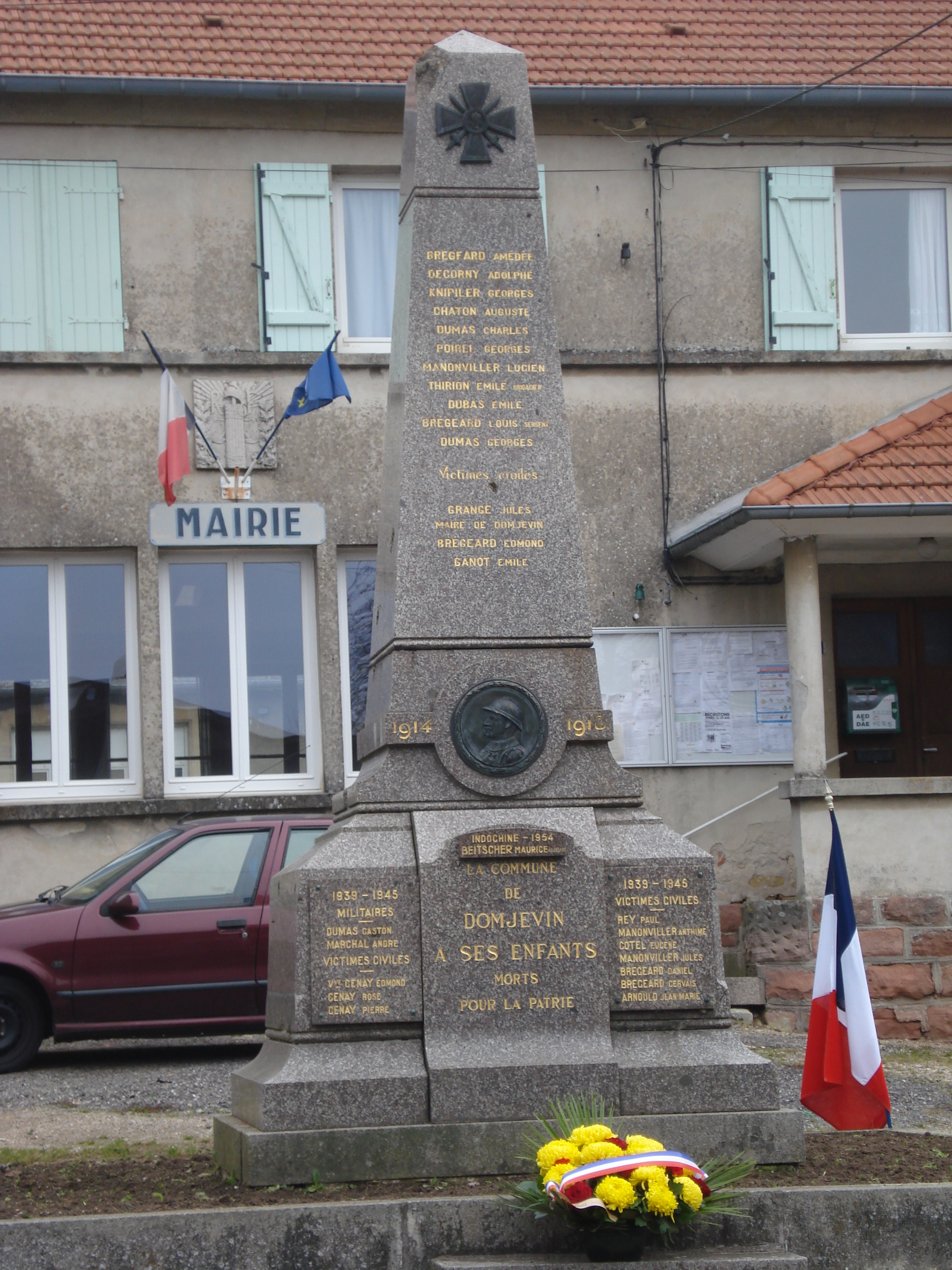
Denkmal für die Gefallenen
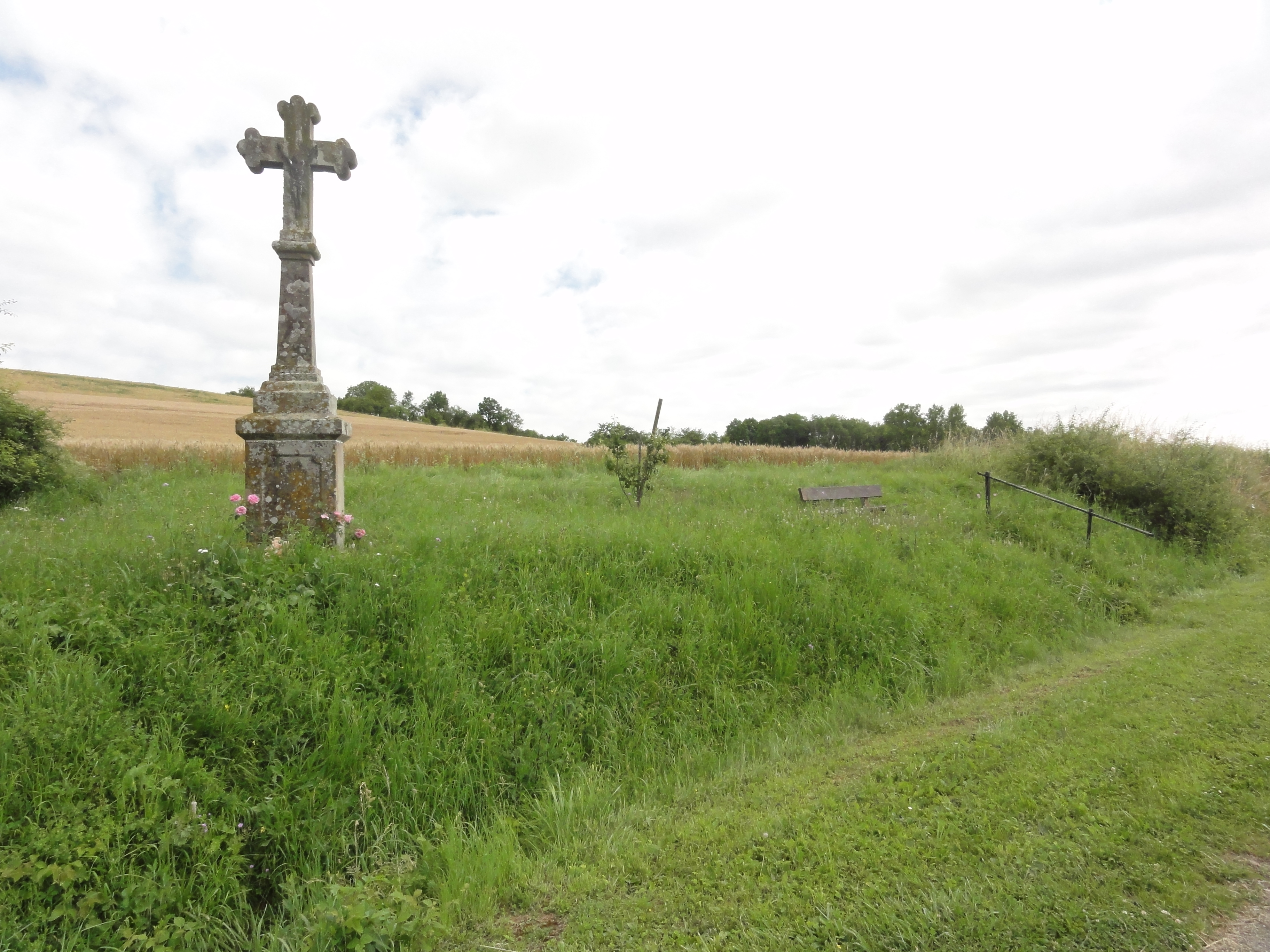
Wegkreuz
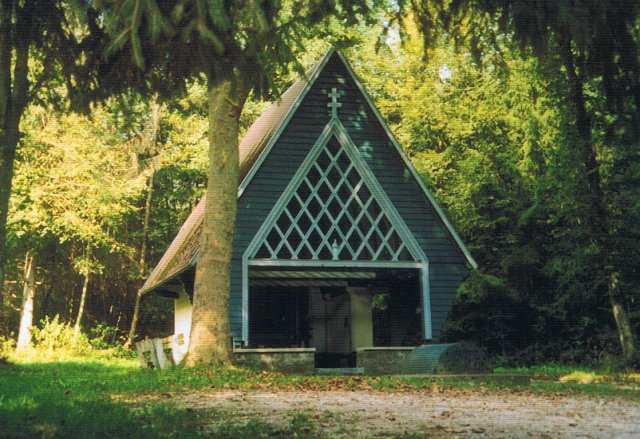
Heutige Kapelle Notre-Dame de la Bonne Fontaine
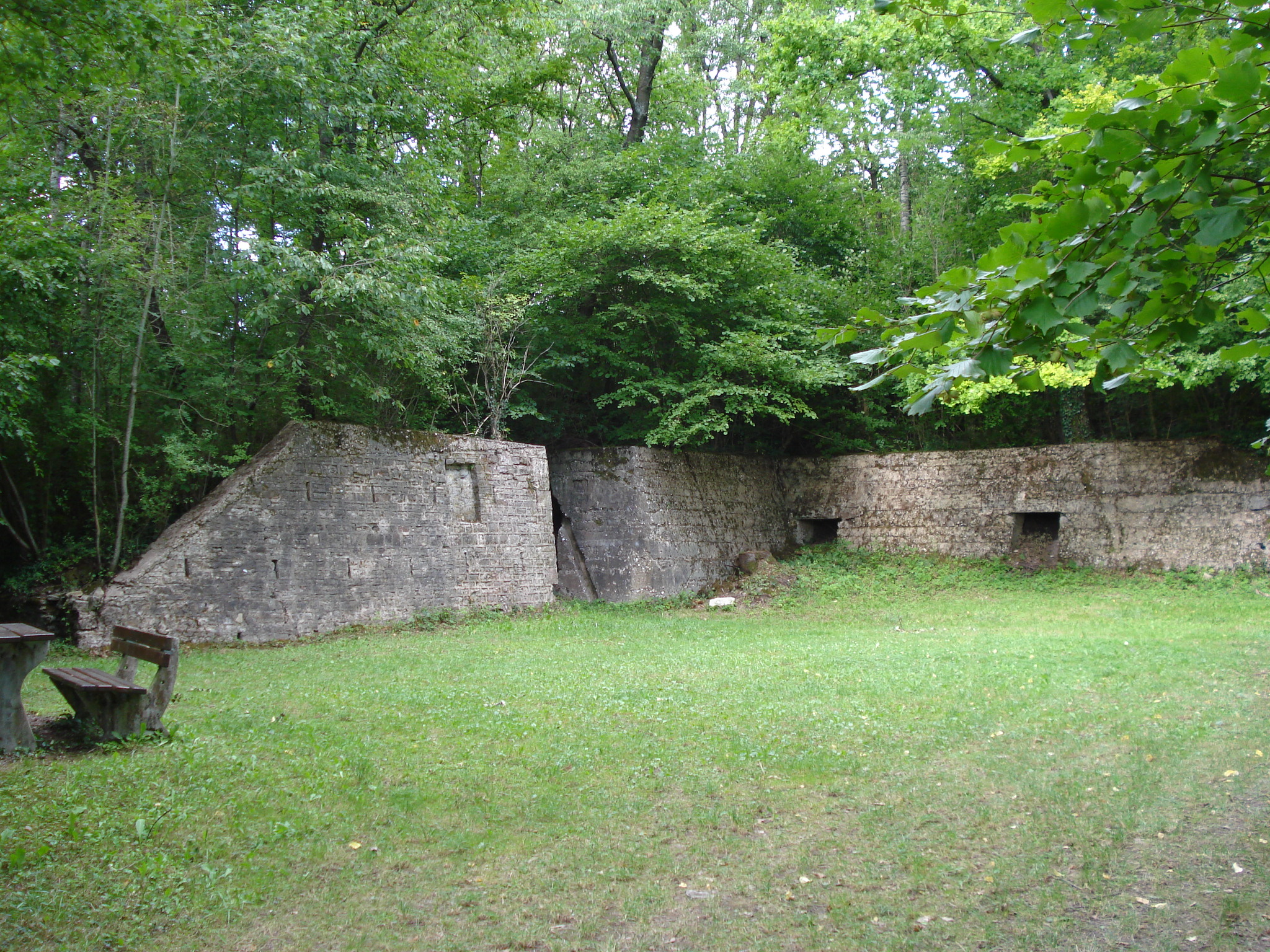
Überreste des Militärspitals
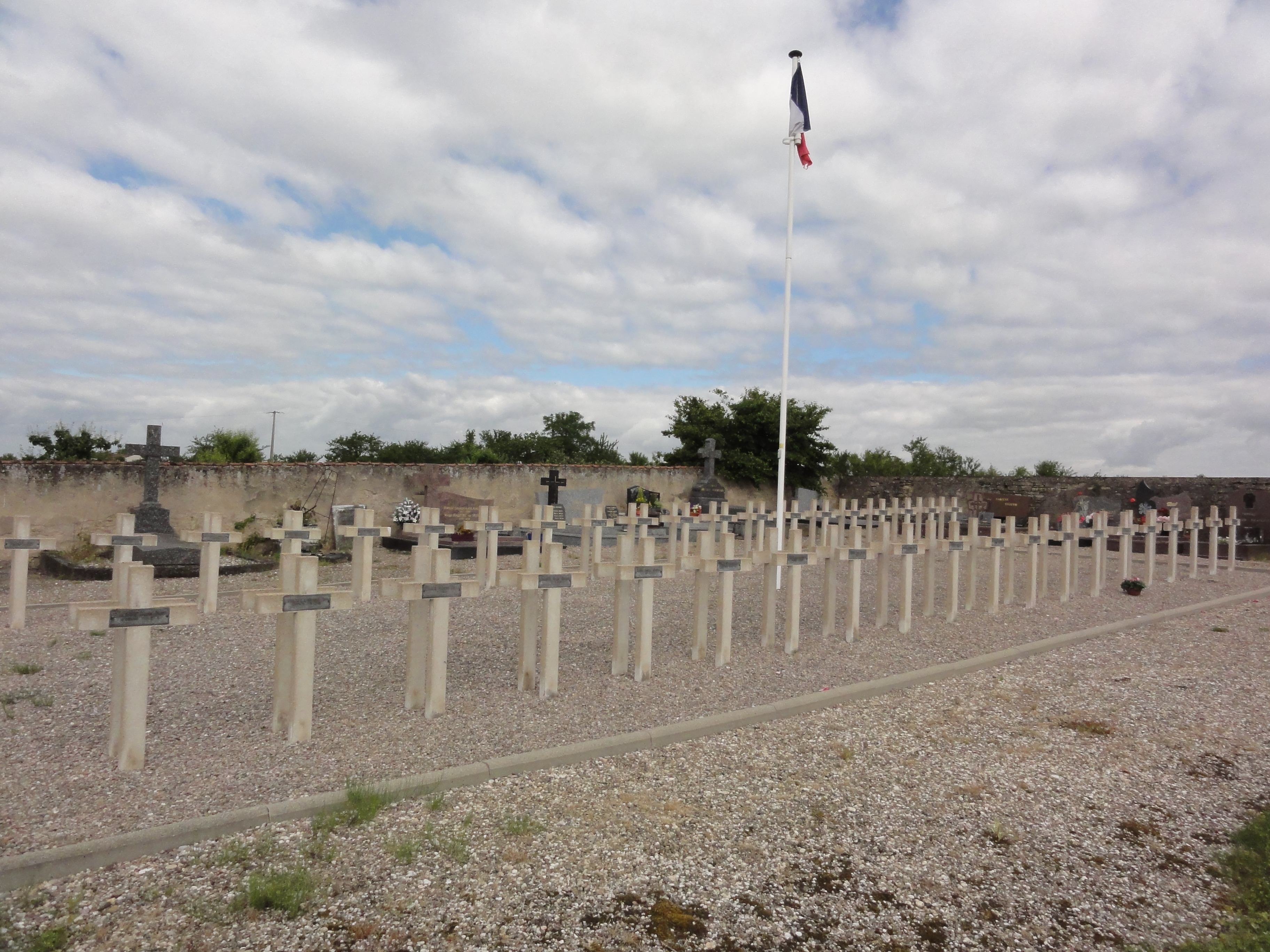
Militärfriedhof auf dem Dorffriedhof